# Varanus bushi
Varanus bushi är en ödleart som beskrevs av Aplin, Fitch och King 2006. Varanus bushi ingår i släktet Varanus och familjen Varanidae. Inga underarter finns listade i Catalogue of Life.
Artepitetet i det vetenskapliga namnet hedrar naturforskaren Brian Bush.
Svansen bär korta mörka strimmor och nästan inga taggar. Arten är inte lika stor som Varanus gilleni och den har fler mörka fläckar på ovansidan. På huvudet och halsen finns några strimmor.
Arten förekommer i västra Australien i regionen Pilbara. Honor lägger ägg. Denna ödla lever i torra regioner och savanner med gräs, några buskar och några träd. Exemplaren klättrar på träd och på trädstubbar.
Anlagda bränder påverkar arten i viss mån. Hela populationen anses vara stabil. IUCN listar arten som livskraftig (LC).